# Tendéné-Bambarasso
Tendéné-Bambarasso  è una città e sottoprefettura della Costa d'Avorio appartenente al dipartimento di Dabakala. Conta una popolazione di 8 769 abitanti (censimento 2014).